# Andria Lloyd
Andria Lloyd, jamajška atletinja, * 10. avgust 1971, Rastatt, Zahodna Nemčija.
Nastopila je na olimpijskih igrah leta 1996 ter osvojila bronasto medaljo v štafeti 4×100 m. Leta 1989 je postala jamajška državna prvakinja v teku na 100 m.